# 松嶋あすか
松嶋 あすか（まつしま あすか、朝: 미쓰시마 아스카, 1973年（昭和48年）2月14日 - ）は、在日韓国・朝鮮人のフリーアナウンサー、テレビ番組レポーターである。身長172cm。
神奈川県出身。朝鮮大学校卒業、津田塾大学大学院国際関係学研究科修了。当初は孫 明日香（そん あすか, 朝: 손 아스카）の名前でレポーターなどの活動をしていた。その後、女優の松嶋菜々子の実兄と結婚、出産後の2008年（平成20年）より現在の名義で活動を再開した。

## 出演番組
過去
- ニュースステーション（テレビ朝日）
- サイエンスアイ（NHK教育）
- 探検ロマン世界遺産（NHK総合）
- レッツ・ゴー!永田町（日本テレビ） - ドラマ（レポーター役）
- サントリー・サタデー・ウェイティング・バー（TOKYO FM） - 常連客（ゲストの聞き手役）